# William H. Crocker
William H. Crocker (* 7. Januar 1876 in Medina, Ohio; † 11. Februar 1950)  war ein US-amerikanischer Botaniker.

## Leben
Crocker war Professor für Pflanzen-Physiologie an der University of Chicago. Von 1924 bis 1949 war er Direktor des Boyce Thompson Institute for Plant Research (BTI) der Cornell University.
Crocker ist für seine Aufklärung der Rolle von Ethen als Pflanzenhormon in den 1930er Jahren bekannt, zum Beispiel bei der Reifung von Früchten. Indirekt wurde Ethen schon seit der Antike zur Pflanzenreifung verwendet. Im 19. Jahrhundert fand man Wirkungen von Gaslecks bei der Stadtgasleitungen für die Straßenbeleuchtung auf Pflanzen (ungewöhnliche Wachstumserscheinungen), und 1901 identifizierte der russische Wissenschaftler Dimitri Neljubow Ethen als wirksame Substanz. 1934 wies Gane nach, dass Pflanzen Ethen synthetisieren und 1935 schlug Crocker vor, dass Ethen als Pflanzenhormon sowohl Reifung von Früchten fördert als auch Wachstum behindert. Damals waren viele Wissenschaftler skeptisch bezüglich der Rolle von Ethen, da es ein Gas war. Im Fall von Ethen vermuteten viele Wissenschaftler noch bis in die 1960er Jahre eine Wirkung über das Haupt-Pflanzenhormon Auxin, das, wie Croker zeigte, die Ethen-Produktion anregen kann.
Er war Mitglied der American Association for the Advancement of Science und seit 1931 der American Philosophical Society.

## Schriften
- mit Lee I. Knight: Effect of illuminating gas and ethylene upon flowering carnations, Botanical Gazette, 46, 1908, Nr. 4
- mit Lea V. Barton: Physiology of seeds; an introduction to the experimental study of seed and germination problems, Waltham/Massachusetts: Chronica Botanica 1957